# نایدرلاوترشتاین
نایدرلاوترشتاین (به آلمانی: Niederlauterstein) یک منطقهٔ مسکونی در آلمان است که در مارینبرگ (ارتسگبیرگه) واقع شده‌است. نایدرلاوترشتاین ۶۵۹ نفر جمعیت دارد.